# シオン賢者の議定書
『シオン賢者の議定書』（シオンけんじゃのぎていしょ、英: The Protocols of the Elders of Zion、露: Протоколы сионских мудрецов）は、「秘密権力の世界征服計画書」という触れ込みで広まった会話形式の文書。1890年代の終わりから1900年代の初めにかけてロシア語版が出て以降、『シオンの議定書』『シオン長老の議定書』とも呼ばれる。この記事では「議定書」とも省略する。
内容は、タルムード経典に記載(バビロン版-ゾハールの2-64のB節）された、選民のユダヤ人が非ユダヤ人（動物）を世界支配するという実現化への方針の道筋の陰謀論であり、ヘンリー・フォードやヒトラーなど世界中の反ユダヤ主義者に影響を与えた。ドイツ国国会議員で国家社会主義ドイツ労働者党対外政策全国指導者兼東部占領地域大臣アルフレート・ローゼンベルクが1920年にドイツ語に翻訳し『シオン賢者の議定書』として出版されたことにより、「反シオニスト運動」が起こり結果的に国民社会主義ドイツ労働者党政権のドイツにおいてユダヤ人の大量虐殺（ホロコースト）を引き起こしたともいえることから「史上最悪の偽書」、「史上最低の偽造文書」ともとされる。

## 内容
この文書は1897年8月29日から31日にかけてスイスのバーゼルで開かれた第一回シオニスト会議の席上で発表された「シオン二十四人の長老」による決議文であるという体裁をとっている。文書では、選民(神が認めた唯一の人間）であるユダヤ人が非ユダヤ人（動物）と世界を支配して、すべての民をモーセの宗旨、つまりユダヤ教の前に平伏させるというシオニズムとタルムード経典の実現化の内容を持つ。
シオンの賢者は、シオン血統の専制君主のために、「自由、博愛、平等」のスローガンを考案し、フランス革命を起こして、シオンの専制君主が全世界の法王となることを画策した、とされる。こうした陰謀論は、イエズス会、フリーメイソンを悪役とする陰謀論でもみられた。シオニストは、「反キリスト」をスローガンとして、シオニストがキリストを十字架に掛けた時を起源として始まったとされている。
また、タルムードを根源としてサンヘドリンにより製作されたタルムードには、(バビロン版）「ユダヤ人は、神の選んだ唯一の人間であり、非ユダヤ人(異邦人）は、獣（動物）であり、人間の形をした動物（家畜）であるので、人間（ユダヤ人）が動物（家畜）を群れとして支配しなければならない」との記載(ゾハールの2-64のB節）があると、ユダヤ人研究家の宇野正美は、発言している事より、『シオンの議定書』との内容の一致が見られる。

## ロシアにおける文書の出現とその時代背景
1878年にニコライ・メゼンツォフ皇帝官房第三部長官が暗殺された。皇帝官房第三部第三課は外国人監視、国外情報収集を担当していた。さらに1880年2月にアレクサンドル2世皇帝が暗殺未遂される冬宮食堂爆破事件が起きた。そのため、ロリス＝メリコフを長とする最高指揮委員会が設置され、8月にはメリコフは内務大臣に就任した。メリコフ大臣は皇帝官房第三部を廃止した。しかし1881年3月にアレクサンドル2世皇帝が暗殺されたため、メリコフの改革案は白紙化された。1881年、ロシア帝国内務省警察部警備局(オフラーナ)が設立された。
1895年、ロシア警察に『ユダヤ教の秘密』という文書が保管されており、そのなかでは、ユダヤ人はキリストを十字架にかけた時から壮大な陰謀を仕組み、キリスト教を世界に普及させた後でキリスト教をあらゆる手段を用いて破壊することを計画したと書かれていた。しかし、この文書は皇帝に提出はされなかった。
一説では、ロシア帝国内務省警察部警備局パリ部長のピョートル・ラチコフスキーが1897年から1899年のあいだに、現在も身元不明の作者に依頼してパリで作成したものとされる。または、1902年にロシア人の反ユダヤ主義者により捏造されたといわれる。
1902年4月7日、ミカエル・メンシコフがユダヤ賢者による世界支配が3千年間計画されてきたと報じた。メンシコフはある女性から、ニースのユダヤ人倉庫から盗まれた文書であるとして渡されたと言った。（この女性については後述する。）
歴史家のノーマン・コーンによると、議定書が最初に世に出たのはサンクトペテルブルクの新聞『軍旗（ルースコエ・ズナーミャ、ロシア語）』で1903年8月26日から9月7日（ユリウス暦）にかけて短縮版が連載され、編集長は反ユダヤ活動家のP.A.クルーシュヴァンだった。
1903年には議定書がロシアで一般に出版された。同年にはロシア政府がシオニズムを禁止している。
1905年1月に14万人の労働者によるデモに対して銃撃される血の日曜日事件が起き、2月にはモスクワ総督でロシア大公セルゲイ・アレクサンドロヴィチが爆弾で暗殺された。

## 作者
量販された議定書の最初の刊行者はロシアの神秘思想家セルゲイ・ニルスともされ、発行は「1902年-1903年」とあり、ロシアで書かれたものとされる。ニルスの書物『卑小なるもののうちの偉大——政治的緊急課題としての反キリスト』は1905年の秋に出版され、ロシア皇帝ニコライ2世に献上するために作成されたとされる。
ピョートル・ラチコフスキー
また、文書はロシア帝国内務省警察部警備局（オフラーナ）在パリ部長のピョートル・ラチコフスキーがエリ・ド・シオンなる人物の別荘を家宅捜索した際に得た文書を改竄したものにニルスの序文を添えたものであった。ラチコフスキーが改竄を行った目的は、「ロシア民衆の不満を皇帝からユダヤ人に向けさせるためにこの本を作成した」ともされるが、ラチコフスキーの本当の目的は、エリ・ド・シオンのシオン（Cyon）とシオン賢者のシオン（Zion）がロシア語では同じ綴りになるということを利用して間接的に「議定書」の出所をエリ・ド・シオンになすりつけることにあったのではないかと言われる。
ストルイピン大臣が憲兵隊に調査を命じると、この文書が偽書であることが判明したため、皇帝ニコライ2世はこの文書の廃棄を命じ、ラチコフスキーの立身出世には役に立たなかった。ラチコフスキーはその後、反ユダヤ団体黒百人組のロシア民族同盟の結成に関わった。
1905年1月21日にはロシア第一革命に繋がるゼネラル・ストライキが発生した。同年12月（ユリウス暦）には既に、議定書の完全版を収録した『諸悪の根源——ヨーロッパ、とりわけロシアの社会の現在の無秩序の原因は奈辺にあるのか？　フリーメーソン世界連合の新旧議定書よりの抜粋』という冊子が発行されていた。これは、革命派、社会主義者の暗殺とユダヤ人虐殺を目的とした極右団体黒百人組の創設メンバーであるG.V.ブトミが発行した。
カタジナ・ラジヴィウ公爵夫人は1921年にニューヨークでの講演で、議定書は1904年から1905年にかけて、パリにおけるロシア秘密諜報機関の責任者ピョートル・ラチコフスキーの指示により、ジャーナリストのマトヴェイ・ゴロヴィンスキー(Matvei Golovinski)とマナセーヴィチ＝マヌイロフ（Manasevich-Manuilov）が執筆したと述べ、またゴロヴィンスキーはモーリス・ジョリー（Maurice Joly）の息子シャルル・ジョリーと共に「フィガロ」紙で勤務していた、と述べた。1933年から1935年にかけてのスイスでのベルン裁判（Berne Trial）においてカタジナ発言について以下のような疑義が出された。マトヴェイ・ゴロヴィンスキーが彼女に議定書の草稿を見せた1905年は、既に1903年に「ズナーミャ（Znamya）」紙に議定書が掲載しされていたことや、1902年にラチコフスキーは更迭され、サンクトペテルブルクに戻っていることと矛盾しており、「アメリカン・へブリュー(The American Hebrew)」および「ニューヨーク・タイムズ」での誤字の可能性を指摘された。
ユスティニア・グリンカ
メンシコフが1902年4月7日に文書を渡された女性について、筆名L.Flyは、ロシア将軍の娘で神智学徒のユスティニア・グリンカ（Iustin'ia Glinka、ユリアナ・グリンカ)であり、彼女は1884年にパリでフランスのユダヤ人のJ.S.シャピロ（Joseph Schorst-Shapiro）から文書を購入後にロシア語に翻訳し、ロシア帝国憲兵団長官Petr Vasl'evich Orzhevskiiに渡したとした。
ベルン裁判で社会民主主義者のボリス・ニコラエフスキー（Boris Ivanovich Nikolaevsky）は、議定書はフランスのフリーメイソンのロッジの倉庫から秘密警察情報員のグリンカ夫人の指示で盗まれたと証言した。ニコラエフスキーは、ジュリエット・アダム（Juliette Adam)とIl'ia Tsionの団体にも参与したグリンカ夫人は、議定書のロシアでの頒布に大きな役割を演じたと考えた。ただし、ノーマン・コーンはグリンカ夫人の情報には不明の部分も多いとしている。
歴史家Iurii Konstantinovich Begunovは、グリンカ（Iuliana)は、Zion Kahalからの抜粋をフランス人ジャーナリストから受け取り、Aleksei Mikhailovich Sukhotinへ渡し、F.P.StepanovからSipiagin大臣へ、そしてメンシコフからニルスへ渡ったと考えた。
文化研究者のVadim Skuratovskiiは、グリンカ夫人は、有名な外交官で思想家であった父親の書物を元に陰謀論的に書き換えたものであり、グリンカ夫人は議定書の共著者の重要な一人だったとする。
Lev Aronov,Henryk Baran,and Dmitri Zubarevは、グリンカ夫人の1883年1月から4月にかけて書かれたアレクサンドル3世への書簡を発見した。
グリンカ夫人（Iustin'ia Dmitrievna Glinka）は、ロシア外交官Dmitrii Grigor'evich Glinkaの娘で、秘密警察情報員であり、ロシアから亡命した革命家たちに対する政治活動をパリで行った際には、警視総監Louis Andrieux(1840-1931)や、Nouvelle Revue 編集長のジュリエット・アダム（Juliette Adam)と連携した。

## 文書の由来
議定書は先行する評論や小説を元にしており、出典の多くが有名な大衆小説にあった。
まず、この文書はモーリス・ジョリー著『マキャベリとモンテスキューの地獄での対話』（仏語、1864年）との表現上の類似性が指摘されている。地獄対話はマキャベリの名を借りてナポレオン3世の非民主的政策と世界征服への欲望をあてこすったものである。シオン賢者の議定書は地獄対話の内容のマキャベリ（ナポレオン3世）の部分をユダヤ人に置き換え、大量の加筆を行ったものとされる。
また、議定書のある一章は、ドイツの小説家ヘルマン・ゲートシュ(ゲドシェ）(Hermann Goedsche,1815 – 1878)が1868年に出版した幻想小説「ビアリッツ　Biarritz」を元にしている。ゲートシュの小説は、当時反ユダヤ主義記事の掲載を続けていたプロテスタントの『十字架新聞』に掲載された。この小説は1872年にロシア語に翻訳された。現在、大英博物館に最古のものとしてロシア語版のものが残っている。
また、1881年7月にフランスのカトリックの機関誌『同時代人』は、ユダヤ人は太古の昔より地上の支配権を持つことを目的にしていると報じたが、その典拠はゲートシュのこの小説であった。

## 文書の流布
第一次世界大戦中にロシア革命が起きると、国際的に反ユダヤ主義が強まっていった。議定書も多くの国で翻訳され、流布していった。

### ロシア
ロシア内戦（1917-1922）中、ロシア白軍総司令官のコルチャークは1918年7月のロマノフ家処刑直後に議定書に没頭し、1919年2月15日には「ロシアを破滅に追い込んでいるユダヤのごろつきどもを追い立てよ」と宣言し、ロシアの大地は反ユダヤ十字軍を必要としていると宣言した。

### オカルト結社
議定書の普及には、近代神智学の信奉者などオカルティストたちが積極的に動いた。『シオン賢者の議定書』が作られた当時のロシア宮廷にはパピュスことジェラール・アンコース等のオカルティストがコネクションを有していた。
議定書を最初にフランスからロシアに持ち込んだと疑われるユスティニア・グリンカは、神智学徒で、近代神智学の創始者ヘレナ・P・ブラヴァツキーとも親交があった。神智学やルドルフ・シュタイナーの人智学では、しばしば闇の勢力の暗躍が語られており、そうした土壌の上に議定書は普及し、多くのオカルト結社やその周辺で、闇の勢力とは「ユダヤ」であると言われるようになり、ユダヤ陰謀論が盛んになった。

### イギリス

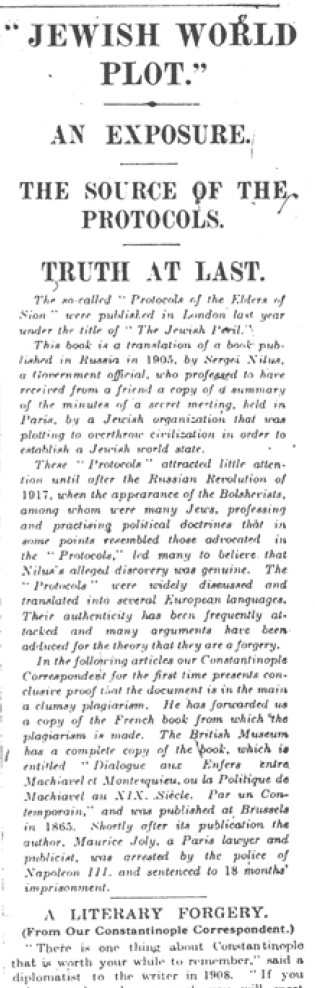
1921年8月16日から18日にかけて英誌『タイムズ』は『シオン賢者の議定書』が偽書であると暴露した。

1920年にイギリスでロシア語版を英訳し出版したヴィクター・マーズデン（「モーニング・ポスト」紙ロシア担当記者）が急死したため、そのエピソードがこの本に対する神秘性を加えた。マーズデン記者はロシアで囚われた際にユダヤ人が拷問係であったし、ロシアの破壊者はユダヤ人だと証言し、『シオンの賢者の議定書』という証拠もあると述べた。
1920年、モーニングポスト紙編集者ハウエル・アーサー・グウィンが序文を書いた『世界の不穏の原因』でも「シオン賢者」と「ユダヤ禍」が主張された。
1920年4月、ロイド・ジョージ首相とボルシェビキとの交渉が実現し、レオニード・クラシンが非公式にロンドンに招待されると、タイムズは「ユダヤ禍」記事で『シオン賢者の議定書』を引き写して、ダビデの世界帝国を樹立しようとしている陰謀家との交渉として批判した。タイムズ記事では『シオン議定書』が偽書であるならば、この恐ろしいまでの予言の才をいかに説明したらいいのか、イギリスがパックス・ゲルマニカ（ゲルマンの平和）を防いだのは、パックス・イウダーイカ（ユダヤの平和）のためだったのか、と書いた。
スペイクテイター紙は1920年5月15日に議定書は半狂乱のユダヤ人陰謀家が作者であるとして、ユダヤ人は見境を失った瞑想をするオリエントの民族であり、他のユダヤ人も秘密裏に議定書の見方を持つことはありえると報道した。その後も同紙は7月17日に真のユダヤ禍とはユダヤによる世界一極支配の陰謀とは無関係であり、普通のユダヤ人が内閣に加わっていることが良き政府の原則に背馳するといったり、10月9日にはユダヤ人は危険因子で国際争乱の源泉であるとし、10月16日にはユダヤ人への市民権授与には慎重であるべきで「社会のペスト」であるユダヤ人陰謀家の醜い仮面を剥ぎ取ろうと呼びかけた。
議定書については1921年8月16日から18日にかけて英紙『タイムズ』がフィリップ・グレイヴス（Philip Graves）記者による「議定書の終焉」記事を掲載した。報道の中で、コンスタンチノープルの記者グレーブスは表紙にJOLIと印刷された古本が議定書の元ネタだと暴露した。
『タイムズ』の編集部は大英博物館に保管されていた『マキャベリとモンテスキューの地獄での対話』と本書とを比較して、その正体を明らかにした。
タイムズ紙は以後、『シオン賢者の議定書』を情報源として使用しなくなった。

### フランス
第一次世界大戦でイギリスがパレスチナを占領すると、フランスのカトリック司祭エルネスト・ジュアン（Ernest Jouin）は『秘密結社国際評論（Revue internationale des sociétés secrètes）』で『シオン議定書』を紹介し、パレスチナがフランスからイギリスの手に渡り、ユダヤ人の手に渡ろうとしていることは背信行為であると述べた。
1919年3月29日に『ドキュメンタシオン・カトリック』紙はユダヤ人は王国を再建しようとしているとし、ユダヤ教の政治的支配に対抗してキリスト教徒はイスラム教徒と連帯するべきだと主張した。また同紙1920年は『シオン賢者の議定書』の信憑性は保証すると紹介した。
。
1920年5月には新聞各紙が反ユダヤ主義的報道を繰り返した。カトリック紙『コレスポンダン』は1920年5月25日に『シオン議定書』を紹介し、『ラントランジャン』紙は5月27日に「ツンダー文書」を掲載した。7月2日にはギュスタヴ・テリーが『ルーヴル』紙で『シオン議定書』を紹介した。
他方、ジャーナリストのアンドレ・シェラダムは、三国協商加盟国は、ユダヤ=ドイツ組合の国際金融活動と、国際ボリシェビキ運動に挟まれているが、ユダヤ人による世界征服という陰謀は誤謬であり、ユダヤ人は汎ゲルマン主義に抗する組織を創出すべきだと提案した。またベルギーのピエール・シャルル神父は1922年4月に、『シオン議定書』は荒唐無稽で悪意に満ちた偽書であると論じ、またアンリ・デ・パサージュ神父もユダヤ陰謀論を批判し、1927年頃にはフランスのイエズス会は反ユダヤ陣営から撤退した。

### アメリカ
ロシア革命が起きると、イギリスと同じようにアメリカでも反ボルシェビキ・反共主義運動が高まった。1918年9月には『反ボルシェビスト（The Anti-Boshevist）』が発刊され、アメリカを参戦に駆り立てたのはユダヤ人であるとされた。
ペトログラードでエヴゲニー・セミョーノフがアメリカ人外交官エドガー・シソンに渡した文書をもとに、1918年9月、アメリカ政府は『ドイツボルシェビキの陰謀』を刊行し、トロツキーはドイツのユダヤ人銀行家マックス・ヴァールブルクとライン=ヴェストファーレン労働組合から資金提供を受け、ユダヤ人はドイツとオーストリア=ハンガリー帝国でユダヤ共和国を築いたとされた。この文書は1919年9月23日にロストフで出版され、1920年にはパリの『古きフランス』紙やロンドンのザ・モーニング・ポストでも報じられた。1918年11月30日付けの国務省内報告書「ボリシェヴィズムとユダヤ」では、ユダヤ人がアメリカ、日本、中国の軍事力を利用してゴイーム（非ユダヤ人）の反抗を抑えつけると結論された。報告書はロシア亡命者ボリス・ブラソルによって作成され、ブラソルはラスプーチンを暗殺したロシア貴族フェリックス・ユスポフへ渡し、ユスポフからイギリス諜報局のバジル・トムソン へ、そして米国務省ロバート・ランシングへという経路を通って手渡された。
上院特別委員会では、クエーカー教徒ケディーはロシア新体制は平和主義で良きキリスト者であると証言し、またジャーナリストのウィリアムズはロシアは人類の新たな兄弟愛を目指していると証言する一方で、ウィリアム・ハンティントン領事や、ナショナル・シティーバンクロシア支店長、ロシア・メソディスト教会のシモンズ牧師らはロシア革命の大多数はユダヤ人によってなされたと証言した。シモンズ牧師は、自分は反ユダヤ主義者ではないし、ポグロムを嫌悪するが、トロツキーの数百人の部下はニューヨークのイーストサイド出身であり、ロシア新体制は反キリスト教的であり危険であると証言した。シモンズ牧師への情報提供者の軍医ハリス・A・ホートン博士は『議定書』の信奉者だった。翌日、各紙は、アメリカのユダヤ人がロシアで権力を握ったというシモンズ牧師の証言を報道した。しかし、上院特別委員会では、リトアニア・クディルコス・ナウミエスティス出身のユダヤ人ジャーナリスト、ハーマン・バーンシュタインの陳述等によって「ニューヨークのユダヤ人による陰謀」という見方は採択されなかった。
アメリカでは自動車王ヘンリー・フォードが、所有する『ディアボーン・インデペンデント』紙上で反ユダヤ文書の連載を始めた。1920年には『国際ユダヤ人』という書籍としてまとめられ出版し、アメリカ国内で約50万部を売り上げ、さらに16ヵ国語に翻訳され、ドイツではヒトラーらも愛読した。
これに対して1920年12月1日、アメリカユダヤ人委員会は、ブナイ・ブリス、アメリカ・ユダヤ会議、アメリカ・シオニスト会議、アメリカ・ラビ中央協議会と連名で冊子The "Protocols," Bolshevism and the Jews：An Address to Their Fellow-Citizens by American Jewish Organizations（「議定書：ボルシェヴィズムとユダヤ人」を発行した。
12月4日、プロテスタント長老派教会はユダヤ人の市民精神を信頼すると表明した。12月24日、ユダヤ教、カトリック、プロテスタント三宗派連合で少数民族とユダヤ人への迫害を断罪する三宗派共同声明を発表した。1921年1月16日のウィルソンら歴代大統領ほか著名人の共同声明は、反ユダヤ主義は反アメリカ的で反キリスト教的であると抗議した。『アメリカ』誌はフォードに抗議するユダヤ人について、ユダヤ人の素早さは称賛すべきであると報道した。
しかし、その後も「ディアボーン・インディペンデント」紙は反ユダヤ主義報道を続けて、『シオン賢者の議定書』の紹介を始めた。1921年8月には『シオン賢者の議定書』のアメリカ版が出版され、経済界有力者や国会議員の手に入った。
1927年周囲の抗議や訴訟などを経てフォードは内容を否定し、本の回収に同意する。

### ドイツ
1918–19年、ロシア革命でウクライナから逃亡してきたシャベルスキー・ボルク(Piotr Shabelsky-Bor)は議定書を、ドイツのジャーナリストで出版業者であったルートヴィヒ・ミュラー・フォン・ハウゼンに手渡した。ミュラーは「ユダヤ人支配への対抗協会」（Verband gegen die Überhebung des Judentums,ユダヤの傲岸不遜に抗する会、ユダヤ跋扈反対同盟）の設立者であった。1920年にミュラーは仮名でドイツ語訳『シオン賢者の秘密』を出版し12万部を売った。ホーエンツォレルン家とドイツ皇帝ヴィルヘルム2世は出版費用を助成し、皇帝は夕食会で本の一部を朗読した。フリーメイソンとユダヤ人が結託して陰謀をめぐらしているという俗説が広まったため、ドイツのフリーメイソンリーはミュラーの本が出版されるとユダヤ人の加入を断るようになった。ミュラーはフランス革命はフリーメイソンとユダヤ人の陰謀で、大戦端緒のオーストリア皇太子暗殺はユダヤ人とセルビアのフリーメイソンの陰謀と考えた。ミュラーは、ユダヤ問題の解決のためにはポグロムや国外追放では足らず、ユダヤ人を閉じ込めるしかないと主張して、外国籍ユダヤ人のドイツ入国禁止、ドイツ人学校への入学禁止、金融業の国有化、ユダヤ人が経営する商店へのダビデの星の掲示義務化、ドイツ名の名乗りの禁止、ユダヤ人団体の禁止などの、のちのナチスユダヤ法のようなユダヤ人条例（Juden Ordnung）を提案し、違反したユダヤ人は死刑と主張した。全ドイツ連盟のハインリヒ・クラースはミュラーのユダヤ人条例案を支持した。
ドイツ軍マックス・バウアー大佐はミュラー・フォン・ハウゼンを参謀次長エーリヒ・ルーデンドルフに紹介している。
タイムズ紙が1920年5月に好意的にミュラーの本を紹介すると、ベストセラーとなった。
1923年には国民社会主義ドイツ労働者党のアルフレート・ローゼンベルクが『シオン賢者の議定書』を翻訳した。
1925-1926年に刊行されたアドルフ・ヒトラーの『我が闘争』では、「ぞくっとするほどユダヤ民族の本質と活動を暴露している」「多くのユダヤ人が無意識に行っているかもしれないことが、この書では明確に述べられている」と、この書に基づいてユダヤ人を批判した。ヒトラーは「この文書での秘密の暴露がどのユダヤ人の頭から出たものであるかはどうでもいい」「それ（議定書）は偽書である、と『フランクフルト新聞』（ユダヤ資本だった）は繰り返し世間に苦情を伝えているが、それこそがこの書が本物であるという証拠である」としており、文書の出自自体を問題にしようとしなかった。
1933年以降、ナチス・ドイツ政権はユダヤ人への迫害政策を継続的に行い、最終的にホロコーストを実施した。

### 日本
1918年日本はシベリア出兵を行うが、日本兵と接触した白軍兵士には全員この本が配布されていた。グリゴリー・セミョーノフの司令部には多くの反ユダヤ主義パンフレットとともに議定書が積まれ、日本軍関係者に配付された。日本陸海軍の警備司令部にも渡り、赤化対策資料として内務省へ送られた。
陸軍のロシア語教官であった樋口艶之助が翻訳し、1919年春に秘密出版を行った。後の大連特務機関長になる安江仙弘はシベリア出兵で武勲を上げ、日本に帰ってくると友人の酒井勝軍にこの本を紹介し訳本を出版させたり、また自らも1924年包荒子のペンネームで『世界革命之裏面』という本を著し、その中で全文を日本に紹介した。また海軍の犬塚惟重も独自に訳本を出版している。また、1923年には『マッソン結社の陰謀』および『シオン議定書』と題するパンフレットが全国中学校校長協会の名前で教育界に配布されている。
近年でも、晩年に左派から陰謀論者へと転向した太田龍の補訳が2004年に出版されている。

### イスラム圏
イスラム圏においては反ユダヤ、反イスラエルの根拠として支持する動きも強い。
トルコにおいてはトルコ革命後には西洋思想とともに反ユダヤ主義が流入し、議定書も盛んに取り上げられた。1961年にはサーリヒ・オズジャンが『シオニズムの目標』という反シオニズムの書籍の中で、議定書のトルコ語訳を掲載している。
イランにおいては2005年に議定書100周年を記念して多くの新聞で特集記事が掲載された。

## 日本語訳
- 包荒子『世界革命之裏面』（再版）二酉社〈二酉名著 第6編〉、1925年。
- 愛宕北山 著「シオン議定書――解説全訳」、辻村楠造 編『ユダヤ問題論集　戦時対策の根本問題』国際政経学会、1938年。
- 四王天延孝「附録　第三　シオンの議定書」『猶太思想及運動』内外書房、1941年。
- 『シオン長老の議定書』四王天延孝原訳、太田龍補訳・解説、成甲書房、2004年9月。ISBN 4-88086-168-5。 - 原著はヴィクター・マーズデンの「シオン賢者の議定書」より。
- 『定本　シオンの議定書』四王天延孝原訳、天童竺丸補訳・解説、成甲書房、2012年3月10日。ISBN 978-4-88086-287-3。